# Perifrastica attiva
Nella grammatica latina, si chiama perifrastica attiva  (o coniugazione perifrastica attiva) un costrutto costituito dal participio futuro accompagnato dal verbo esse (essere) coniugato nel modo e nel tempo richiesto. Tanto il participio futuro quanto il verbo esse concordano con il soggetto: il primo, in quanto aggettivo verbale, in genere, numero e caso; il secondo in persona e numero.
È una perifrasi che esprime l'imminenza di un'azione, l'intenzione di fare qualcosa e la predestinazione a compierla, vale a dire tutte quelle sfumature che sussistono in italiano con le circonlocuzioni «sto per», «mi accingo a», «sono sul punto di», «ho intenzione di», «sono destinato a», «sono in procinto di», ecc.
Possono formare la perifrastica attiva tutti i verbi, attivi e deponenti, purché forniti di participio futuro (sempre attivo).

## Utilizzo della perifrastica attiva

### Esempi
| «Quae dicturus sum, nota sunt omnibus.»       |
| «Le cose che sto per dire sono note a tutti.» |

| «Si iturus est, eat.»               |
| «Se ha intenzione di andare, vada.» |

| «Caesar mansurus est in omnium animis»               |
| «Cesare è destinato a perdurare nei cuori di tutti.» |

| «Milites victuri sunt, erant, erunt.»                  |
| «I soldati sono, erano, saranno sul punto di vincere.» |

| «Classis profectura est.»           |
| «La flotta è sul punto di partire.» |

| «Eodem tempore Caesar in regiones longinquas profecturus erat ut seditiones reprimeret.»                             |
| «In quello stesso momento, Cesare era sul punto di partire per le regioni più lontane, per reprimere delle rivolte.» |

| «Et sicut audistis quod Antichristus sit venturus, nunc Antichristi multi facti sunt.»           |
| «E come avete sentito dire che sarebbe in arrivo un Anticristo, ora molti diventano Anticristi.» |

| «Bellum scripturus sum, quod populus Romanus cum Iugurtha, rege Numidarum, gessit.» (Sallustius, Bellum Iugurthinum, 5, 1) |
| «Mi appresto a raccontare la guerra che il popolo romano combatté contro Giugurta, re dei Numidi.»                         |

| «Lacedaemonii adversus servos dimicaturi esse videbantur.» (Iustinus) |
| «Sembrava che gli Spartani avrebbero combattuto contro gli schiavi.»  |

| «Caesar dixit sententiam se dicturum fuisse, nisi impediretur.» (Marco Tullio Cicerone) |
| «Cesare disse che avrebbe pronunciato il suo parere, se non fosse stato impedito.»      |

| «Cum Hannibal invasurus esset Italiam, Romani milites conscripserunt.»         |
| «Poiché Annibale stava per invadere l'Italia, i Romani arruolarono i soldati.» |

### Osservazioni
- Da notare che l'infinito futuro altro non è che una forma di perifrastica attiva con l'infinito presente del verbo sum e il participio in accusativo, dato che nella proposizione infinitiva il soggetto si esprime in accusativo. Infatti, in dipendenza da videor o dagli altri verbi che reggono l'infinito con il nominativo, l'infinito futuro non ha il participio in accusativo, ma in nominativo; e troviamo attestata anche una specie di infinito futuro anteriore nel periodo ipotetico dell'irrealtà con l'apodosi all'infinito. Ad esempio qui:

| «Amici sperabant Marcum quam primum remeaturum esse.»   |
| «Gli amici speravano che Marco tornasse al più presto.» |

Qui, sarebbe inaccettabile una traduzione del tipo: «Gli amici speravano che Marco fosse sul punto di tornare» (e simili).
- L'idea di imminenza dell'azione può essere resa anche in altri modi, ad esempio con l'espressione in eo est ut + congiuntivo (il verbo sum viene coniugato a seconda dei casi); questa forma viene di norma usata con le frasi di senso passivo e con i verbi mancanti del participio futuro. Un esempio:

| «Cum iam in eo esset ut comprehenderetur, insidias sibi fieri intellexit.»          |
| «Quando stava già per essere catturato, si accorse che gli veniva teso un agguato.» |

## Perifrastica attiva nel greco antico
Una costruzione analoga alla perifrastica attiva latina si trova nella lingua greca antica, costruita con il verbo μέλλω (essere in procinto di...) e l'infinito.
Per esempio: μέλλω ἐλεύσεσθαι: "sto per venire, sono sul punto di venire".